# Modelisme

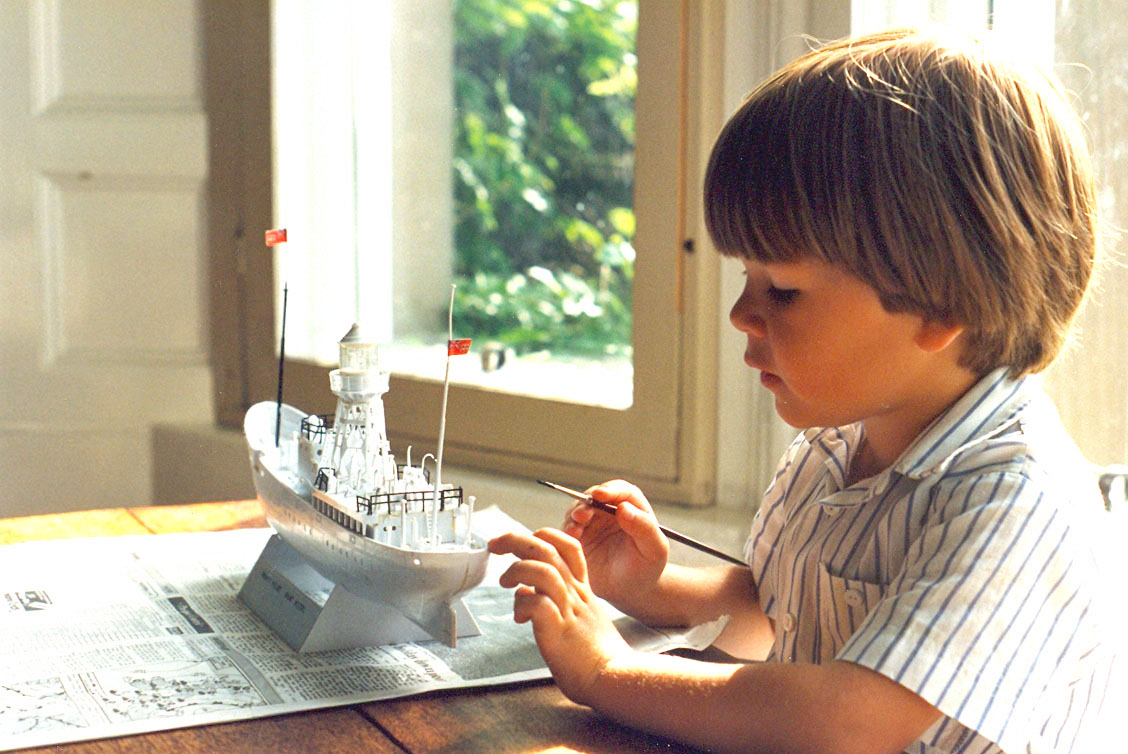
Un nen comença a pintar una maqueta Revell del vaixell South Goodwin Lightship.

El modelisme és la tècnica i l'art de construir maquetes, ja sigui com afició o com a professió. Aquesta activitat artesanal implica la reproducció d'objectes, processos, sistemes o espais, siguin reals o imaginaris, i fins i tot a diferent escala, a partir de kits comercialitzats o bé de materials i components adquirits. En certs casos pot esdevenir una activitat esportiva, com ara l'aeromodelisme o l'automodelisme.

## Modelisme arquitectònic

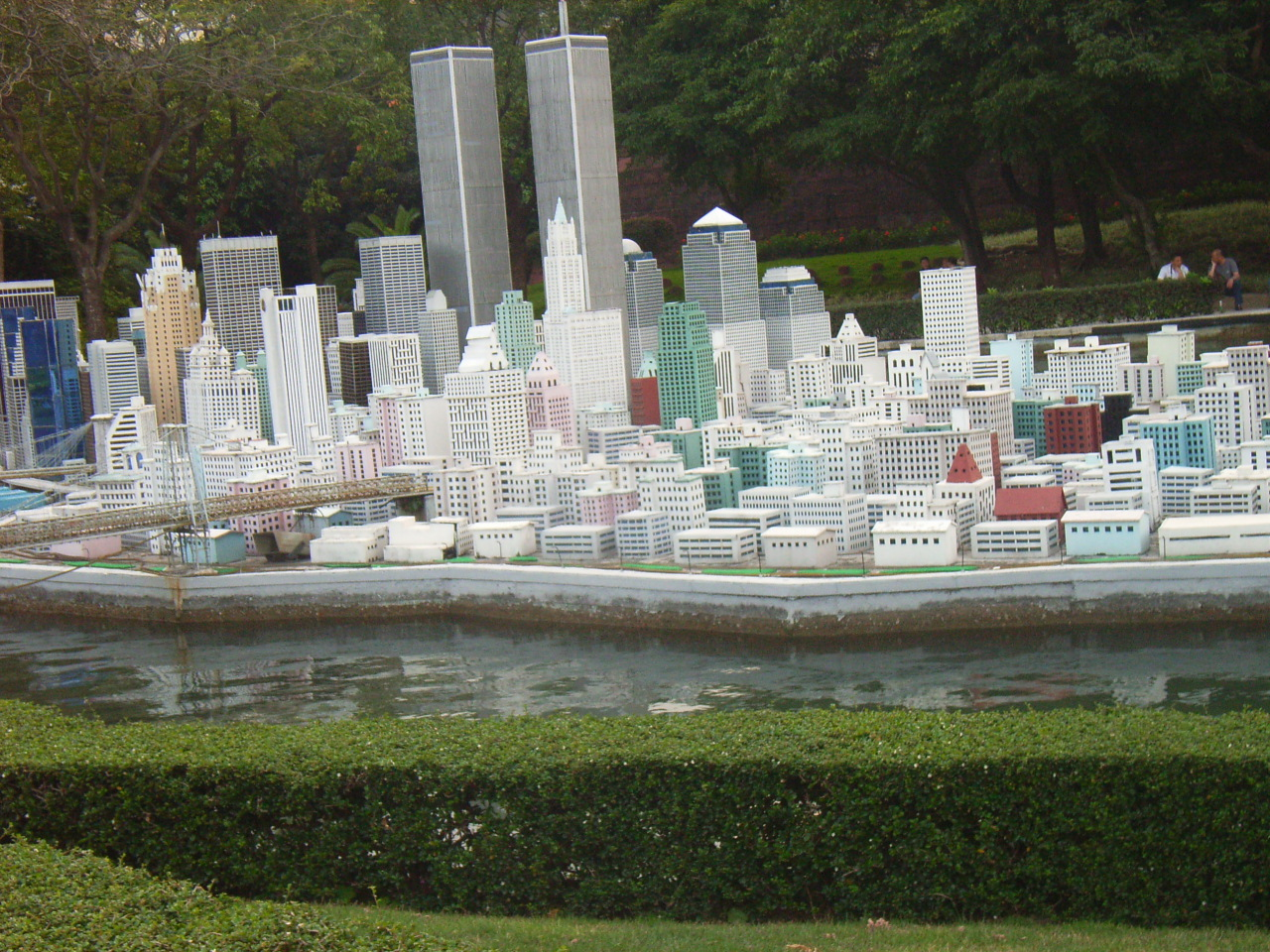
Una modelització de Manhattan

Quan es refereix a edificis i monuments, l'escala és sovint 1:25.
El procés comença amb l'obtenció de plànols, i fotografies dels immobles. A partir d'aquí s'obté l'estructura. Les portes i finestres es fan de poliuretà, a partir de motlles de silicona. Acabada l'estructura, i gravades les pedres o peces que la formen, i fets els forats de les portes i finestres es col·loquen les cornises, balustrades, baranes, etc. En darrer terme es posa la coberta.
Després es donen dues capes d'emprimació. Finalment es pinta la maqueta.

## Modelisme naval

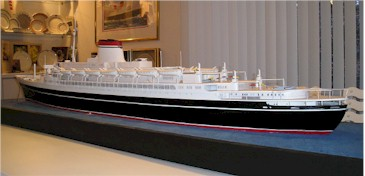
Maqueta d'un vaixell

La reproducció de vaixells s'anomena modelisme naval. És una pràctica que ja es feia en temps antics. Exemples són: una rèplica de vaixell del 1.500 aC aproximadament d'origen egipci i un model fet d'or d'origen irlandès del segle I aC.
Les ferramentes necessàries per a exercir el modelisme naval des de les matèries primeres o amb peces ja donades són:
- Per a l'execució teòrica: una esquadra, un cartabó, un regle, estisores, un punxó, una fulla d'afaitar, pinces d'estendre roba rodones i un compàs.
- Per a l'execució pràctica: una taula de treball, un martell petit d'ebenista, unes alicates de punta plana, una serra de costella, un enformador de 10 cm, una raspa de gra mitjà, un cargol de banc i una navalla.[11]